# Centre historique de San Gimignano
Le centre historique de San Gimignano est le centre historique de la commune italienne de San Gimignano, dans la province de Sienne, en Toscane. Il est inscrit au patrimoine mondial de l'UNESCO depuis 1990.